# Giuseppe Fenocchio
Giuseppe Fenocchio (Molini di Prelà, 13 agosto 1904 – Albenga, 16 aprile 1996) è stato un vescovo cattolico italiano.

## Biografia

### Formazione e ministero sacerdotale
Frequentò gli studi liceali, filosofici e teologici presso il seminario della sua diocesi d'origine, ad Albenga.
Fu ordinato presbitero il 5 dicembre 1926 da Angelo Cambiaso, vescovo di Albenga.
Dopo un periodo di insegnamento delle materie letterarie classiche presso il seminario minore diocesano, fu designato parroco di Diano Castello (1932-1949) e, nel frattempo, conseguì il dottorato in teologia presso la Pontificia Università Gregoriana in Roma.
Nel 1947 Raffaele De Giuli, vescovo di Albenga, lo designò suo vicario generale, docente di teologia dogmatica nel corso teologico del seminario, assistente diocesano dell'Azione Cattolica e canonico teologo.

### Ministero episcopale
Eletto da papa Pio XII vescovo di Pontremoli il 10 dicembre 1954, fu consacrato l'11 febbraio 1955 dal vescovo di Ventimiglia, Agostino Rousset, nella cattedrale di Albenga.
A Pontremoli favorì l'accesso all'istruzione, in particolare potenziando il liceo classico vescovile, aperto agli alunni esterni e fu vicino ai problemi della popolazione che numerosa, in quegli anni, emigrò dalla Lunigiana alla ricerca di migliori condizioni di vita, portando in un trentennio la diocesi da oltre 70.000 a circa 37.000 abitanti, che egli visitò assiduamente, anche con viaggi all'estero. Partecipò al Concilio Vaticano II e ne curò la prudente attuazione nella vita ecclesiale diocesana. Numerose le lettere pastorali, specialmente su temi spirituali cristiani. Il 15 agosto 1983, per raggiunti limiti d'età, fu sostituito da Bruno Tommasi.
Ritornò ad abitare ad Albenga: il vescovo Alessandro Piazza lo designò suo vicario episcopale per la formazione permanente del clero e lo incaricò di numerosi impegni pastorali. Dopo la morte, fu sepolto nella concattedrale di Pontremoli, per sua volontà "ai piedi della Madonna del Popolo".
La comunità ecclesiale lo ha onorato con una lapide marmorea nella chiesa di Santa Maria in Fontibus, ad Albenga, e con un busto marmoreo, opera dell'artista Floriano Bodini, nella concattedrale di Pontremoli.

## Genealogia episcopale
La genealogia episcopale è:
- Cardinale Scipione Rebiba
- Cardinale Giulio Antonio Santori
- Cardinale Girolamo Bernerio, O.P.
- Arcivescovo Galeazzo Sanvitale
- Cardinale Ludovico Ludovisi
- Cardinale Luigi Caetani
- Cardinale Ulderico Carpegna
- Cardinale Paluzzo Paluzzi Altieri degli Albertoni
- Papa Benedetto XIII
- Papa Benedetto XIV
- Papa Clemente XIII
- Cardinale Marcantonio Colonna
- Cardinale Giacinto Sigismondo Gerdil, B.
- Cardinale Giulio Maria della Somaglia
- Cardinale Carlo Odescalchi, S.I.
- Cardinale Costantino Patrizi Naro
- Vescovo Emiliano Manacorda
- Vescovo Giovanni Andrea Masera
- Vescovo Albino Pella
- Vescovo Umberto Ugliengo
- Vescovo Agostino Rousset
- Vescovo Giuseppe Fenocchio

## Opere
- Teologia del Sacro Cuore, Edizioni Presbyterium, 1956.